# Denise Boucher
Pour les articles homonymes, voir Boucher et Denise Boucher (homonymie).
Denise Boucher, née le 12 décembre 1935 à Victoriaville et morte le 18 mars 2025 à Montréal, est une écrivaine, poétesse, romancière et auteure de chansons québécoise.
Elle se fait d'abord connaître pour la pièce Les fées ont soif, montée sur la scène montréalaise du Théâtre du Nouveau Monde en 1978. La pièce obtient un grand succès auprès du public, mais crée aussi la controverse en raison de sa franche dénonciation de la société patriarcale et de ses fondements religieux.
En plus d'avoir signé plusieurs pièces de théâtre et recueils de poésie, Denise Boucher a écrit les textes de nombreuses chansons populaires, notamment pour Pauline Julien et Gerry Boulet.
Le fonds d'archives de Denise Boucher est conservé au centre d'archives de Montréal de Bibliothèque et Archives nationales du Québec.

## Biographie

### Jeunesse et formation
Denise Boucher naît à Victoriaville, dans le Centre-du-Québec, le 12 décembre 1935. Elle étudie en pédagogie à l'Université de Sherbrooke et enseigne pendant quelques années avant de déménager à Montréal à la fin des années 1950. Elle se tourne ensuite vers le journalisme au début des années 1960,.

### Du journalisme au théâtre et à la poésie
Dans les années 1960 et 1970, Denise Boucher travaille pour plusieurs journaux et enchaîne les piges à Radio-Canada. En 1974, largement inspirée par les poètes, les peintres et les compositeurs qu'elle fréquente régulièrement à Montréal, elle décide de se « vouer rondement à l'écriture ». La mouvance postmoderne qu'elle découvre lors de voyages à New York influence considérablement sa démarche littéraire. En 1977, elle publie le recueil de poésie Retailles, écrit conjointement avec Madeleine Gagnon. Mettant en scène des figures bibliques telles qu'Ève et Lilith, ce recueil s'attaque aux grands archétypes féminins et anticipe ainsi certains thèmes récurrents de l'œuvre de la poétesse. L'année suivante, Denise Boucher publie sa première pièce de théâtre intitulée Cyprine. Ce titre permet à plusieurs Québécoises d'apprendre que la « cyprine » est le liquide émis par le sexe des femmes dans l'excitation et la jouissance.

#### Les fées ont soif(1978)
La pièce Les fées ont soif, mise en scène par Jean-Luc Bastien et interprétée par Sophie Clément, Michèle Magny et Louisette Dussault, paraît sur les planches du Théâtre du Nouveau Monde (TNM) le soir du 27 novembre 1978. S'attaquant directement aux stéréotypes nourris par la religion et le patriarcat, et dénonçant vertement l'enfermement des femmes dans les rôles traditionnels d'épouse, de mère et de vierge, la création remporte un succès foudroyant en dépit de la levée de boucliers qu'elle suscite. La première du spectacle est accueillie, en effet, par la censure du Conseil des arts de Montréal et par la condamnation de l'archevêque de Montréal et de militants de la droite chrétienne. « Nous sommes ici pour un acte public de réparation à Notre Dame pour tous les blasphèmes et tous les sacrilèges qui furent commis dans la pièce Les fées ont soif », explique un porte-parole du groupe les Jeunes Canadiens pour une civilisation chrétienne.
Présentée de nouveau l'année suivante au TNM, la pièce est ensuite jouée au Palais Montcalm de Québec puis à travers le Québec pendant une tournée de six mois à guichet fermé. Elle est bientôt traduite dans plusieurs langues, dont l'anglais, le russe, l'espagnol, l'italien et le catalan, et est jouée dans les théâtres d'Amérique, d'Europe et d'Australie.
Quarante ans après sa création, la pièce est reprise au Théâtre du Rideau vert à l'automne 2018, en plein cœur du mouvement MeToo. Sophie Clément, qui était de la distribution originale, signe la mise en scène de cette nouvelle mouture qui est très bien accueillie par la critique,.

### Le passage à la chanson
Dans les années 1980 et 1990, Denise Boucher prête ses talents d'écriture à de nombreux artistes de la scène musicale québécoise. Elle signe notamment des textes de chansons pour Pauline Julien (Marie m'a dit, J'pensais jamais, J'ai une peine d'amour minable), Louise Forestier, Dan Bigras (Pour vous aimer) et Chloé Sainte-Marie (Bonjour Tendresse). C'est toutefois sa collaboration avec le rockeur Gerry Boulet qui est la plus fructueuse. Les deux artistes se rencontrent en 1985 et contribuent au succès d’Angela, Un beau grand bateau et Qui te soignera, qui te guérira avant de concevoir, en 1989, la « tragédie gospel » que constitue l'album Jézabel. Les chansons de cet opus racontent une histoire se déroulant au IXe siècle avant notre ère. Elle met en scène Jézabel, la puissante épouse du roi Achab contre qui se dresse le prophète Élie. Jézabel est défenestrée et dévorée par des chiens, événement biblique que Denise Boucher considère comme l'acte de naissance du patriarcat. Quand Gerry Boulet meurt du cancer le 18 juillet 1990, l'album Jézabel est complété par Dan Bigras.

### Romans et récits
Vers la fin des années 1990 et dans les années 2000, Denise Boucher continue de diversifier sa production artistique et littéraire. En 2007, elle publie ses mémoires sous le titre Une voyelle (féminin inventé de « voyou »). Elle y retrace l'évolution des femmes de sa génération ainsi que les destins croisés de personnages marquants de l'histoire du Québec tels que Gaston Miron, Germaine Guèvremont, Gérald Godin et Pauline Julien. En 2011, elle publie le roman Au beau milieu, la fin aux éditions Leméac. Le récit évoque l'histoire d'Adèle, une artiste vieillissante qui rentre d'un long voyage en Italie pour retrouver un appartement en état de délabrement. En 50 courriels adressés à son amie d'enfance Brigitte, disparue sans laisser de note, l’alter ego de Denise Boucher reconstruit sa vie des quatre dernières décennies.

### Mort
Denise Boucher meurt le 18 mars 2025 au Centre hospitalier de l'Université de Montréal quelques semaines après son admission à la suite de problèmes respiratoires. Elle a demandé l'aide médicale à mourir et l'auteur-compositeur-interprète Dan Bigras lui interprète une chanson dans ses derniers moments,.

## Engagement littéraire, féministe et souverainiste

### La cause littéraire
Depuis les années 1970, Denise Boucher est très engagée dans le milieu littéraire québécois. Après avoir siégé au conseil d'administration de l'Union des écrivaines et des écrivains québécois (UNEQ) pendant plusieurs années, elle en devient la présidente de 1998 à 2000.

### La cause féministe
Dès son jeune âge, Denise Boucher prend conscience de certaines différences entre le traitement réservé aux hommes et celui réservé aux femmes. À l'âge adulte, cette prise de conscience se transforme en conviction et nourrit une œuvre qui participe à la naissance d'une littérature féministe.
Ainsi, à l'occasion du 40e anniversaire de la production de la pièce Les fées ont soif, la journaliste et militante féministe Ariane Émond insiste sur le rôle de l’œuvre de Denise Boucher dans l'histoire du mouvement féministe québécois. Elle attribue notamment à l'onde de choc causée par la production de la pièce la création du magazine féministe La Vie en rose en 1980 : « On était dans la lignée des Fées ont soif. Le côté audacieux des Fées était aussi quelque chose qui était dans l'ADN de La Vie en rose».
Encore au XXIe siècle, malgré toutes les avancées faites par les femmes dans divers domaines, Denise Boucher considère qu'il reste encore beaucoup de chemin à faire. On tend toujours à écarter délibérément les femmes du pouvoir: « Les 'boys' ne nous laissent passer nulle part […]. Tant qu'ils te mettent dans des robes, ils ne s'attardent pas aux idées, à l'esprit ».

### La cause souverainiste

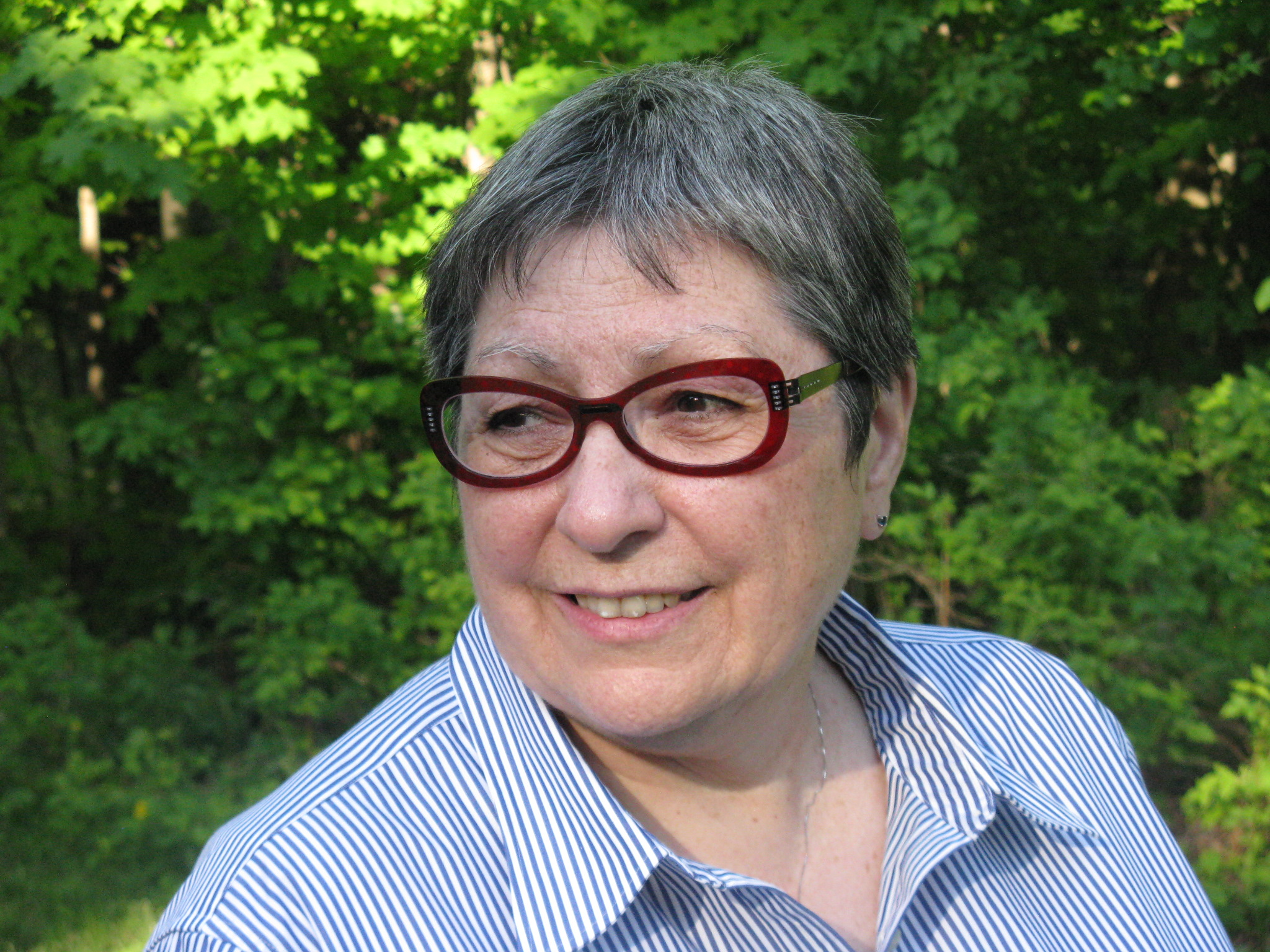
Nicole Boudreau, porte-parole des Partenaires pour la souveraineté et de l'Opération porte-voix

Au mois de septembre 1995, alors que les sondages indiquent toujours que les femmes sont moins susceptibles que les hommes de voter pour la souveraineté du Québec, Denise Boucher joint la cinquantaine de participantes à l'Opération porte-voix. Organisée par la coalition des Partenaires pour la souveraineté, cette grande tournée du Québec a pour but de « favoriser le dialogue entre femmes, informer les femmes en dépassant les structures des partis politiques ». Comme l'explique la porte-parole Nicole Boudreau, en effet, « [l]es femmes ne se sentent pas particulièrement rejointes » par le discours des partis politiques. « Il fallait donc trouver un moyen de rejoindre ces femmes en outrepassant les discours conventionnels et les lignes de parti ».
Entre le 8 et le 17 septembre, les participantes de l'Opération porte-voix se relaient à bord d'un autobus nolisé et parcourent ainsi 4 000 kilomètres, visitent 46 municipalités et rencontrent des centaines de femmes de divers horizons à l'occasion d'assemblées de cuisine, de cinq à sept festifs et de spectacles. Outre Denise Boucher, figurent parmi ces participantes plusieurs personnalités bien connues du public québécois ainsi que des femmes considérées comme des cheffes de file dans leur région ou leurs domaines respectifs telles que l'ancienne présidente du Conseil du statut de la femme, Claire Bonenfant, la comédienne Louisette Dussault et la représentante du Mouvement Action-Chômage de Montréal, Françoise Laliberté.
Le 13 septembre, à l'occasion du Shower du référendum qui se tient au Théâtre Granada de Sherbrooke, les participantes de l'Opération porte-voix dressent un bilan de leur expérience à mi-parcours. « Quand on part, affirme Denise Boucher, on ne sait pas ce qu'on va trouver et j'ai été étonnée. Au-dessus de tous les partis politiques, nous sommes les femmes de la société civile et nous sommes porteuses d'une idée : nous voulons un pays et après le oui, nous voulons écrire sa constitution. Et les femmes sont prêtes à ça. Elles ne parlent pas d'un oui pour le oui, elles parlent d'un oui pour le changement social ».

### Ouvrages publiés

#### Théâtre
- Cyprine - 1978 - Montréal, Éditions de l'Aurore   (ISBN 0885321545).
- Les fées ont soif - 1978 - Montréal, Éditions Intermède  (ISBN 2892950376).
- Les Divines - 1996 - Montréal, Les Herbes rouges  (ISBN 978-2-89419-092-0).
- Jézabel, tragédie-gospel - 2003 - Montréal, Les Herbes rouges  (ISBN 978-2-89419-218-4).

#### Poésie
- Je viens comme une mante religieuse - 1975 - publié à compte d'auteur.
- Retailles (avec Madeleine Gagnon) - 1977 - Montréal, L'Hexagone  (ISBN 978-2-89295-026-7).
- Paris Polaroïd - 1990 - Montréal, L'Hexagone  (ISBN 978-2-89006-370-9).
- À cœur de jour - 1996 - Trois-Rivières: Écrits des Forges.
- Un joint universel - 2001 - Trois-Rivières, Écrits des Forges  (ISBN 978-2-89046-660-9).
- Traversée en trois temps - 2002 - Montréal, Trait d'union  (ISBN 978-2-922572-81-0 et 978-2-85792-132-5)
- Boîte d'images - 2016 - Montréal, L'Hexagone

#### Prose
- Lettres d'Italie - 1987 - Montréal, L'Hexagone  (ISBN 978-2-89006-272-6).
- Au beau milieu, la fin - 2011 - Montréal, Leméac  (ISBN 978-2-7609-3337-8).

#### Mémoires
- Une voyelle: vies et mémoires - 2007 - Montréal, Leméac  (ISBN 978-2-7609-5139-6).

#### Collectif
- Denise Boucher et Thierry Delaroyère, Grandeur nature, Écrits des forges, 1993, 145 p. (ISBN 9782890462991)ouvrage mêlant les poèmes de Denise Boucher et les peintures de Thierry Delaroyère, inspirés d'un voyage en Beauce et dans le Perche
- Québec 2008 : 40 poètes du Québec et de France, Trois-Rivières (Québec)/La Chevallerais, Coédition Écrits des forges (Québec) et Sac à Mots (France), 216 p. (ISBN 978-2-89645-062-6 et 978-2-915299-26-7)recueil collectif de poésie en langue française avec vingt auteurs dont France Mongeau, Yolande Villemaire, Claude Beausoleil, Denise Boucher, Stéphane Despatie, Claudine Bertrand pour le Québec et Georges Bonnet, Odile Caradec, Raymond Bozier, Jean-Claude Martin, James Sacré, Josyane De Jesus-Bergey pour la France

### Prix et distinctions
- 1985 : Prix Charles Cros
- 2002 : Prix du Poète, Montréal[25]
- 2014 : Bourse d'écriture Gabrielle-Roy
- 2015 : Prix Adagio, Trois-Rivières[26]